# Nginx
Nginx je odprto kodni reverzni proxy za  HTTP, HTTPS, SMTP, POP3 in IMAP protokole. Uporablja se lahko tudi kot strežnik za porazdelitev obremenitve (ang. load balancer), HTTP predpomnilnik in spletni strežnik (razvit kot spletni strežnik). Servira lahko statično vsebino, preko FastCGI, SCGI, uwsgi ali memcached protokolov, pa lahko tudi dinamično. Nginx je alternativa popularnemu spletnemu strežniku Apache. Po študiji Netcraft-a izvedeni januarja 2015 je Nginx zadolžen za serviranje 14.61% vseh spletnih strani.  Uporablja ga 10,26% vseh registriranih slovenskih domen. Strežnik je znan po svoji hitrosti, nizki porabi sistemskih sredstev ter zmožnostjo dela z veliko hkratnimi povezavami.
Izdan je pod Free BSD licenco ter deluje na platformah in operacijskih sistemih, kot so FreeBSD, Linux, Solaris, AIX, HP-UX, Mac OS X ter Windows. 

### Zgodovina
Njegov avtor Igor Sysoev ga je začel razvijati leta 2002. Razvit je bil za potrebe ruskih spletnih strani z veliko prometa, kot so Yandex, Mail.Ru, VK, in Ramble. Leta 2011 je bilo v San Franciscu v Kaliforniji ustanovljeno podjetje Nginx Inc.. Tehnično podporo ponuja od februarja 2012. 

### Lastnosti
- dogodkovna arhitektura
- en glavni in več delovnih procesov
- možnost spreminjanja nastavitev brez prekinitve
- mail proxy s podporo SMTP, POP3 in IMAP protokolom
- reverzni proxy  z možnostjo predpomnjenja (cache), balansiranja (load balancing) in redundance
- SSL in TLS podpora
- virtualni stežniki z DNS in IP podporo
- URL rewrite modul (spreminjanje URI naslova s pomočjo regularnih izrazov)
- vgrajen HTTP gzip modul, ki stisne odgovor in s tem zmanjša porabo pasovne širine
- vgrajen limit req modul, ki omeji število zahtevkov (primerno za preprečitev napadov s surovo silo)
- FLV in MP4 streaming
- 10000 neaktivnih HTTP keep-alive povezav zavzame približno 2,5MB pomnilnika

Na voljo sta tudi plačljivi različici Nginx Plus ter NGINX Media Server namenjeni komercialni rabi, vključujeta pa tudi tehnično podporo.
Nginx poganja spletne strani, kot so Netflix, Hulu, Pinterest, CloudFlare, Airbnb, WordPress.com, GitHub, SoundCloud, Zynga, Eventbrite, Zappos, Media Temple, Heroku, RightScale, Engine Yard in MaxCDN. 
1. ↑  »CHANGES«. Pridobljeno 16. septembra 2014.
2. ↑  Dounin, Maxim (23. december 2014). »nginx-1.7.9«. Pridobljeno 23. decembra 2014.
3. ↑  »The NGINX Open Source Project on Ohloh«. ohloh.net. Arhivirano iz prvotnega spletišča dne 26. junija 2012. Pridobljeno 7. marca 2013.
4. ↑  »nginx«. Pridobljeno 7. marca 2013.
5. ↑  »Licensing«. Pridobljeno 18. januarja 2013.
6. ↑  »January 2015 Web Server Survey«.
7. ↑  »Statistika dooli.si«. dooli.si. Arhivirano iz prvotnega spletišča dne 17. februarja 2017. Pridobljeno 15. aprila 2017.
8. ↑  »Nginx«.
9. ↑  »Interview with Igor Sysoev, author of Apache's competitor NGINX«. Arhivirano iz prvotnega spletišča dne 19. oktobra 2013. Pridobljeno 17. januarja 2015.
10. ↑  »Nginx.org«. Arhivirano iz prvotnega spletišča dne 8. maja 2009.